# Stroczyca
Stroczyca, Stroczyce (biał. Строчыца, ros. Строчица) – wieś na Białorusi, w obwodzie mińskim, w rejonie mińskim, w sielsowiecie Szczomyślica, nad Ptyczą.
Dawniej wieś i folwark. Istniał tu polski dwór. W czasach Rzeczypospolitej ziemie te leżały w województwie mińskim. Odpadły od Polski w wyniku II rozbioru. W granicach Rosji wieś należała do ujezdu mińskiego w guberni mińskiej. Ponownie pod polską administracją w latach 1919–1920 w okręgu mińskim Zarządu Cywilnego Ziem Wschodnich.